# Sint-Petrus en Pauluskerk (Hansbeke)
De Sint-Petrus en Pauluskerk is een kerk in het Belgische dorp Hansbeke, deelgemeente van de stad Deinze. De kerk is toegewijd aan de heilige Petrus en Paulus. 

## Geschiedenis
Volgens een oorkonde van 7 maart 1145 schonk Symon, bisschop van Noyon-Doornik, het altaar van Hansbeke aan Goswijn, de abt van de abdij van Drongen.
De huidige kerk is in neoclassicistische stijl opgetrokken, in het laatste decennium van de 18e eeuw, met een neobarokke toren als meest opvallend element. Op 19 oktober 1918 hebben de Duitsers bij de terugtrekking de toren opgeblazen. Door de verdere beschietingen van het dorp (20 oktober - 2 november) werd de kerk zelf getroffen door obusontploffingen. De architect Valentin Vaerwyck leidde de restauratie in 1922-1923.
De kerk werd in 1981 beschermd als monument.

## Interieur
Classicistisch interieur, witgeschilderd in de jaren 1970. Scheibogen met Toscaanse zuilen in 1883 verrijkt met heiligenbeelden. Tongewelf met gordelbogen op consoles. Gekornist entablement. Koorafsluiting van 1872 versierd met gecanneleerde composiete pilasters en entablement met klossen en versierde gordelbogen. Marmeren vloer van 1859. Zestien glasramen van 1890 tot 1910 geschonken door graaf B. de Bousies-Borluut.

## Galerij

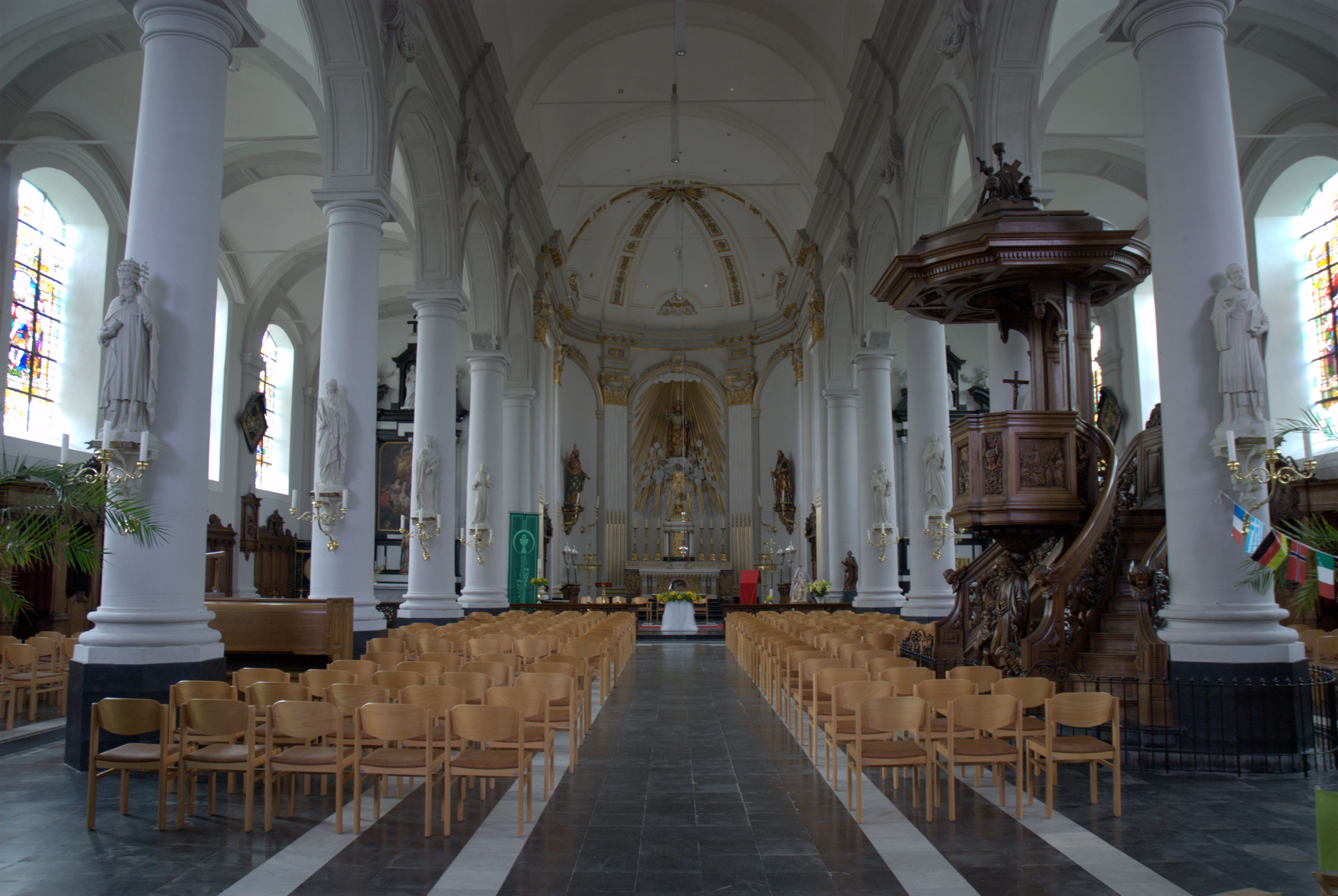
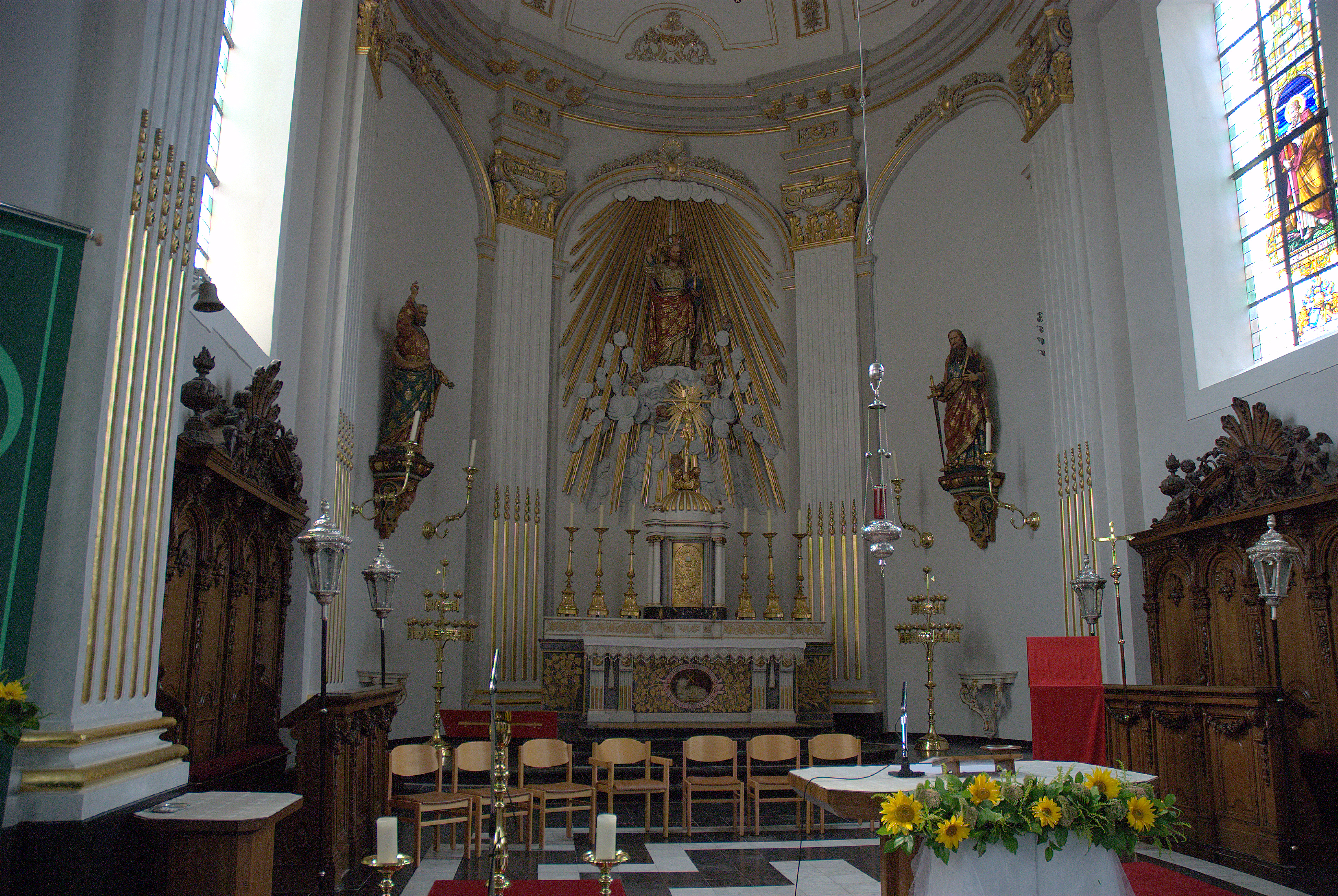
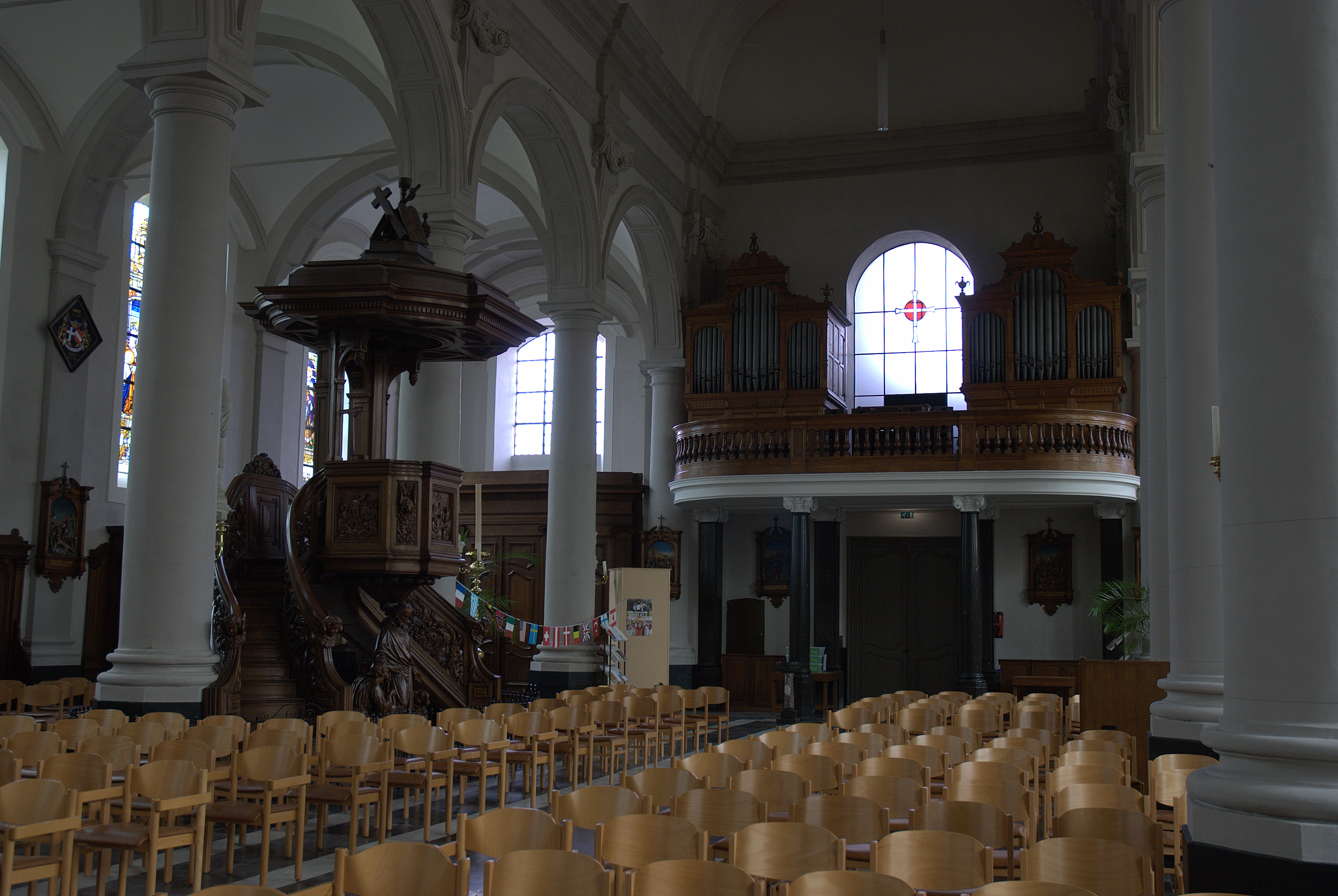